# Mars TV
『Mars TV』（マーズ・ティービー）は、1994年にフジテレビの深夜番組枠「JOCX-TV2」で放送されたバラエティ番組である。
火星から番組を送出し、フジテレビの電波を乗っ取って放送するといった趣向で毎回スタートしていた。

## 概要
お笑い芸人たちによるコントとAV女優たちによるストリップを主軸としていた深夜番組で、コント→ストリップ→コント→ストリップというように、ストリップ見たさに最後まで番組を見てしまうように構成されていた。
お笑いコーナーではジャリズム、底ぬけAIR-LINE、ブレイク前のTKOやバナナマンなども出演していた。ストリップコーナーは画面がモザイクで修正されていたものの、ストリッパーの局部を画面一杯のアップで映したりすることもあった。また、新人アイドルがアダルトゲームをプレーするコーナーも擁していたり、他にも若手ミュージシャンたちの出演もあった。
最終回には、1995年2月28日に北沢タウンホールで「輝け!第1回Mars LIVE」というイベントも行われており、司会に番組ナレーターの田子千尋と中村江里子（当時フジテレビアナウンサー）を迎え、番組のセットとして使用されているダイハツ・ミゼットを賭けたジャンケン大会や、球の代わりに竹輪を投げ入れる玉入れ大会などシュールな企画や、テレビ放送と同様にお笑い芸人やミュージシャン、AV女優などが出演し、パフォーマンスを披露していた。

## 出演者
芸人
- ジャリズム
- バナナマン
- Laおかき
- ヘーシンク
- 底ぬけAIR-LINE
- 吉村くん
- アンラッキー後藤
- T・K・O
- 与世田清家
- アニマル梯団
- 松本ハウス
- スミス夫人
- LaLaLa
- 誉
- ぷかぽん
- ギルモア
- ゆんぼー
- GO!ヒロミ
- DA-DA
- つげシスターズ
- のイズ
- 水玉れっぷう隊

ミュージシャン
- フィッシュマンズ
- カーネーション
- ザ・グルーヴァーズ
- エスカレーターズ
- THE SUNS
- THE THRILL
- DEEP
- GLAY
- THE EASY WALKERS
- リディアン・モード
- TOKYO No.1 SOUL SET
- 市井由理
- EAST END
- WEST END
- 武内由紀子

アイドル
- 榎本加奈子（ナレーションも一部担当）
- 京野ことみ
- 角田智美
- 金澤あかね
- ビビアン・スー

AV女優
- 葵しずか
- 安藤有里
- 岡村絵里子
- 宏岡みらい
- 麻宮淳子
- 笠原真希
- 姫ノ木杏奈

## 主なスタッフ
- ナレーター
  - 田子千尋
  - 中村江里子（当時フジテレビアナウンサー）
  - 榎本加奈子（番組にも出演）
- アイデア軍団（構成）
  - 山中伊知郎
  - 林とど
  - 野中浩之
  - ENZO CAFFINI
- TD：馬場直幸
- SW：障子川雅則
- CAM：関克哉
- AUD：木俣洋一
- VE：田中秀穂
- 照明：中村英二
- PA：中尾裕之
- CG：近藤研策
- 美術プロデューサー：重松照英
- デザイン：石森慎司
- 美術進行：足立和彦
- 大道具：東山優治
- 特殊大道具：福田隆生
- 装飾：中村俊介
- 視覚効果：江崎公光
- 電飾：菰原大裕
- アクリル装飾：佐藤則雄
- 持道具：網野高久
- 衣裳：神波憲人
- メイク：柴田利恵
- タイトル：花粉圓蔵
- 編集：吉原裕司
- MA：津田秀樹
- 音響効果：張替正美、飯浜聡
- 選曲：安本ヒロユキ
- TK：山中京子
- ロケ技術：ビデオレック
- 技術協力：八峯テレビ、FLT、パッチワーク、IMAGICA、第一音響
- 美術協力：フジアール
- 協力：横浜カーサービス
- 編成：齋藤秋水
- 広報：松永佳子
- ディレクター：深瀬雄介、小松純也、後藤優
- プロデューサー：清水淳司
- 制作著作：フジテレビ